# Хуан Карлос I
Хуа́н Ка́рлос I де Бурбон (исп. Juan Carlos I de Borbón y Borbón-Dos Sicilias, род. 5 января 1938, Рим, Королевство Италия) — король Испании, глава испанского государства и Верховный главнокомандующий вооружёнными силами страны с 22 ноября 1975 года по 18 июня 2014 года. Генерал-капитан (1975).

## Путь к власти
Сын главы Испанского королевского дома дона Хуана, графа Барселонского, внук Альфонсо XIII. Его крестил кардинал Эудженио Пачелли, в следующем году избранный папой Пием XII. Рос в Италии и Португалии.
В 1947 году диктатор Франсиско Франко провозгласил Испанию монархией, но престол остался незанятым. Граф Барселонский, основной претендент на трон, ранее был врагом Франко и участвовал в заговоре против него. Хуан Карлос и его брат, по договорённости Франко с графом Барселонским, получали образование в Испании.
В 1956 году единственный брат Хуана Карлоса — 14-летний инфант Альфонсо — погиб в Португалии в результате несчастного случая при неосторожном обращении с оружием. Неизвестно, сам ли Альфонсо спустил курок или его случайно (при игре с оружием или чистке ствола) застрелил Хуан Карлос.
22 июля 1969 года Франсиско Франко назначил наследником испанского престола 31-летнего Хуана Карлоса, старшего сына графа Барселонского, против воли отца. Традиционно наследником престола в Испании мог быть только принц Астурийский, но поскольку Франко не обладал полномочиями присвоить титул принца Астурийского Хуану Карлосу, каудильо изобрёл для последнего специальный титул «принца Испании». Хуан Карлос должен был взойти на престол не сразу, а лишь после кончины Франко, что и случилось 22 ноября 1975 года.

## Царствование
Поначалу многим казалось, что царствование Хуана Карлоса окажется недолговечным, и вскоре монархия будет сметена вместе с наследием режима Франко. Однако король проявил дальновидность, проведя практически сразу же после восхождения на престол демократические реформы. Убеждённый франкист Карлос Ариас Наварро был отправлен в отставку с должности премьер-министра и заменён реформатором Адольфо Суаресом, были легализованы политические партии (1977), распущена прежняя правящая партия — Испанская Традиционалистская Фаланга СНСН. 6 декабря 1978 года на референдуме была принята новая конституция Испании, где король был объявлен наследником не Франко, а исторической монархии, и гарантировались гражданские права и свободы. В том же году отец Хуана Карлоса I, граф Барселонский, отказался от прав на престол, и его сторонники, а также все другие династии Европы, наконец признали Хуана Карлоса законным королём. Провинции получили больше самостоятельности (Испания превратилась в государство с признаками федерации), что не сняло полностью проблему национализма и сепаратизма. Всё это примирило с новым королём левые партии, настроенные традиционно республикански.
В 1981 году оказал успешное сопротивление попытке государственного переворота, устроенного военными, стремившимися восстановить франкистский режим. После этого лидер испанских коммунистов Сантьяго Каррильо, за шесть лет до того называвший короля «Хуаном Карлосом Недолгим», воскликнул перед телекамерами в избытке чувств: «Боже, храни короля!»
С 1982 года король мало участвовал в текущей политической жизни и воспринимался прежде всего как символ национального единства и гарант демократических свобод. О степени популярности Хуана Карлоса не всегда легко судить, так как прямая критика его личности традиционно избегается в печати.
В 1984 году нанёс официальный визит в СССР и на встрече с генсеком ЦК КПСС Константином Устиновичем Черненко произнёс речь о пути к демократии.
В 1992 году Испания принимала XXV летние Олимпийские игры, которые проходили в Барселоне. Король их и открывал.
В 2012 году король подвергся критике в прессе за дорогостоящую поездку на сафари в Ботсвану, включавшую в себя охоту на слонов. Кроме того, обсуждались ухудшившиеся отношения в королевской семье.

## Отречение и «самоизгнание»
2 июня 2014 года в прямом эфире премьер-министр Испании Мариано Рахой заявил, что «Его величество король Хуан Карлос откажется от престола в пользу своего сына, принца Филиппа», отметив, что, «в соответствии с конституцией Испании, должен быть принят специальный закон, который позволит взойти на престол наследному принцу Филиппу» и «испанский парламент в скором времени одобрит данный закон и провозгласит принца Филиппа королём Испании». Сам Хуан Карлос в микроблоге Королевского дома Испании в Twitter написал: «Сообщаю о своём решении отречься от испанской короны». По некоторым данным, отречение вызвано политическими причинами и не связано с состоянием здоровья Хуана Карлоса. Хуан Карлос принял решение об отречении ещё в январе и сообщил о нём Мариано Рахою и лидеру социалистической оппозиции Альфредо Пересу Рубалькабе в апреле. Позже Хуан Карлос в телеобращении к стране объяснил причины этого решения тем, что настало время передать бразды правления молодому, энергичному поколению, способному претворить нужные стране реформы, добавив, что его сын полностью готов к тому, чтобы стать королём:
Я решил завершить своё царствование и отречься от испанской короны. Это необходимо для преодоления и исправления ошибок прошлого, это диктует воля к обновлению и стремление к лучшему будущему.
После отречения 18 июня 2014 года от трона Хуан Карлос I получил титул почётного короля Испании. 3 августа 2020 года в официальном письме, направленном сыну Филиппу VI, Хуан Карлос I сообщил о своём взвешенном решении добровольно покинуть пределы страны под давлением ставшей известной информации о его личной жизни, во избежание ущерба имиджу испанской монархии. При этом супруга Хуана Карлоса I, почётная королева София, о которой в его послании не было сказано ни слова, остаётся в Испании и будет по-прежнему проживать во дворце Сарсуэла, но не будет выполнять каких-либо официальных обязанностей при дворе, о фактическом разводе четы почётных королей и их раздельном проживании было известно ещё на этапе отречения. По первоначальной информации, отрёкшийся король ко времени публикации своего письма уже покинул страну, вылетев якобы из португальского Порту в Доминиканскую Республику, где он временно остановился у своих друзей — богатой семьи кубинских сахарозаводчиков-эмигрантов Фанхуль в резиденции на территории туристического комплекса класса люкс «Каса-де-Кампо» в городе Ла-Романа. Спустя несколько дней последовала корректировка маршрута Хуана Карлоса I 2 августа 2020 года: из аэропорта галисийского Виго почётный король вылетел в Абу-Даби на частном джете Global 6500 и остановился в президентском номере сьют отеля Emirates Palace по приглашению друга, принца Мухаммада ибн Заида Аль Нахайяна.
За несколько месяцев до этого письма почётного короля в СМИ появилась информация о том, что в 2008 году король Хуан Карлос владел незадекларированными в налоговых органах счетами за границей, а также, в частности, получил от кругов, близких к королю Саудовской Аравии, 65 млн евро, которые позднее подарил своей подруге Коринне Ларсен. По этим фактам прокуратура Верховного суда Испании начала расследование, посчитав, что после отречения король Хуан Карлос I лишился иммунитета. Расследование дела в отношении Коринны Ларсен ведётся в швейцарском кантоне Женева. Судья Национальной судебной коллегии Испании Мануэль Гарсия-Кастельон вызвал её для дачи показаний в качестве свидетеля по делу в Испании 7 и 8 сентября 2020 года. Коалиционное правительство ИСРП и «Подемос» настаивало на том, чтобы Хуан Карлос I покинул официальную резиденцию — дворец Сарсуэла, а также отказался от титула почётного короля. Хуан Карлос I не готов добровольно расстаться с титулом почётного короля, но может быть лишён его указом действующего короля.
Испанские журналисты указывают на иронию судьбы и повторение в истории испанской монархии: при франкистском режиме в Испании на престол в стране претендовали оба: и отец, дон Хуан де Бурбон, граф Барселонский, и сын Хуан Карлос I, но последний предал отца и принял трон Испании из рук диктатора Франко. Впоследствии отец и сын примирились, и в мае 1977 года граф Барселонский отказался от своих династических прав, чтобы придать легитимность царствованию сына Хуана Карлоса I, взошедшему на престол за полтора года до этого. Ради спасения испанской короны уже самому Хуану Карлосу I пришлось в 2014 году сделать тот же шаг, а спустя шесть лет — отправиться в «самоизгнание».
В 2021 году в Испании в отношении Хуана Карлоса велось несколько расследований.

## Семья
С 12 мая 1962 года женат на Софии Греческой, дочери короля Греции Павла I из династии Глюксбургов. Дети:
- инфанта Елена, герцогиня де Луго (р. 1963)
- инфанта Кристина, герцогиня Пальма-де-Майоркская (р. 1965)
- Филипп VI (р. 1968).

Престол перешёл к Филиппу, принцу Астурийскому. Следующими в линии престолонаследия являются его дочери инфанты Леонор (р. 2005) и София (р. 2007), после — инфанта Елена, её двое детей, далее — инфанта Кристина и её четверо детей.

## Титулы и обращения
- с 5 января 1938 по 15 января 1941 — Его Королевское Высочество инфант Хуан Карлос Испанский
- с 15 января 1941 по 21 июля 1969 — Его Королевское Высочество принц Астурийский
- с 21 июля 1969 по 22 ноября 1975 — Его Королевское Высочество принц Испании
- с 22 ноября 1975 по 19 июня 2014 — Его Величество король
- с 19 июня 2014 — Его Величество король Хуан Карлос Испанский

## Факты
- Хуан Карлос I является радиолюбителем-коротковолновиком, его позывной EA0JC[26] (можно предположить, что буквы JC в позывном есть инициалы его имени Juan Carlos). Некоторые QSL-карточки от Хуана Карлоса можно посмотреть здесь .
- В 1972 году 34-летний Хуан Карлос принимал участие в Олимпийских играх в Мюнхене в парусном спорте и занял в составе испанского экипажа 15-е место в классе «Дракон». Соревновавшийся в классе «Солинг»  норвежский кронпринц Харальд, нынешний король Норвегии, выступил успешнее и занял 10-е место.
- В июне 2005 года Хуан Карлос I, несмотря на воспротивления иерархов Римско-католической церкви, подписал закон, легализирующий однополые браки на всей территории Испании, заявив, что «исполнит волю испанского народа, утверждённую кортесами, несмотря ни на чьи протесты».
- Хуан Карлос живёт самую долгую жизнь из всех глав испанского государства (до конца 2020 года этот рекорд держал Франсиско Франко, который жил 82 года 11 месяцев).
- Самый долгоживущий король Испании (предыдущий рекордсмен прожил 85 лет).
- В честь короля назван универсальный десантный корабль Juan Carlos I (L-61).

## Награды

### Награды Испании
| Дата                          | Награда                                                                 | Награда                                                    | Литеры |
| ----------------------------- | ----------------------------------------------------------------------- | ---------------------------------------------------------- | ------ |
| 17 мая 1977 — 19 июня 2014    | Суверен ордена Золотого руна                                            | Суверен ордена Золотого руна                               |        |
| 22 ноября 1975 — 19 июня 2014 | Суверен Королевского Достопочтенного ордена Карлоса III                 | Суверен Королевского Достопочтенного ордена Карлоса III    |        |
| 22 ноября 1975 — 19 июня 2014 | Суверен ордена Изабеллы Католической                                    | Суверен ордена Изабеллы Католической                       |        |
| 22 ноября 1975 — 19 июня 2014 | Суверен Королевского военного ордена Сан-Фернандо                       | Суверен Королевского военного ордена Сан-Фернандо          |        |
| 22 ноября 1975 — 19 июня 2014 | Суверен Королевского военного ордена Святого Херменегильдо              | Суверен Королевского военного ордена Святого Херменегильдо |        |
| 14 мая 1977 — 19 июня 2014    | Суверен ордена Монтесы                                                  | Суверен ордена Монтесы                                     |        |
| 14 мая 1977 — 19 июня 2014    | Суверен ордена Алькантара                                               | Суверен ордена Алькантара                                  |        |
| 14 мая 1977 — 19 июня 2014    | Суверен ордена Калатравы                                                | Суверен ордена Калатравы                                   |        |
| 14 мая 1977 — 19 июня 2014    | Суверен ордена Сантьяго                                                 | Суверен ордена Сантьяго                                    |        |
| 14 мая 1977—19 июня 2014      | Суверен ордена Королевы Марии Луизы                                     | Суверен ордена Королевы Марии Луизы                        |        |
|                               | Кавалер Большого креста ордена Военных заслуг белого дивизиона          |                                                            |        |
|                               | Кавалер Большого креста ордена Военно-морских заслуг белого дивизиона   |                                                            |        |
|                               | Кавалер Большого креста ордена Военно-воздушных заслуг белого дивизиона |                                                            |        |

### Награды иностранных государств
| Страна                   | Дата вручения    | Награда                                                                                                  | Награда                                                                                                  | Литеры   |
| ------------------------ | ---------------- | --- | --- | -------- |
| Ватикан                  |                  | Большой крест на цепи ордена Пия IX                                                                      | Большой крест на цепи ордена Пия IX                                                                      |          |
| Мальтийский орден        |                  | Бальи — кавалер Большого креста чести и преданности                                                      | Бальи — кавалер Большого креста чести и преданности                                                      |          |
| Филиппины                |                  | Большая орденская цепь Сикатуна                                                                          | Большая орденская цепь Сикатуна                                                                          |          |
| Франция                  |                  | Большой крест ордена «За заслуги»                                                                        | Большой крест ордена «За заслуги»                                                                        |          |
| Монако                   | 1962             | Великий офицер ордена святого Карла                                                                      | Великий офицер ордена святого Карла                                                                      |          |
| Греция                   | 13 мая 1962      | Большой крест ордена Спасителя                                                                           | Большой крест ордена Спасителя                                                                           |          |
| Доминиканская Республика | 24 октября 1969  | Большой крест с Золотой звездой ордена Христофора Колумба                                                | Большой крест с Золотой звездой ордена Христофора Колумба                                                |          |
| Иран                     | 14 октября 1971  | Юбилейная медаль 2500-летия основания Персидской империи                                                 | Юбилейная медаль 2500-летия основания Персидской империи                                                 |          |
| Иран                     | 1978             | Цепь ордена Пехлеви                                                                                      | Цепь ордена Пехлеви                                                                                      |          |
| Финляндия                | 4 июня 1975      | Орденская цепь и Большой крест ордена Белой розы                                                         | Орденская цепь и Большой крест ордена Белой розы                                                         |          |
| Колумбия                 | 1976             | Большой крест ордена Бояки                                                                               | Большой крест ордена Бояки                                                                               |          |
| Германия                 | 19 апреля 1977   | Большой крест специального класса ордена «За заслуги перед ФРГ»                                          | Большой крест специального класса ордена «За заслуги перед ФРГ»                                          |          |
| Венесуэла                | 8 сентября 1977  | Цепь ордена Освободителя                                                                                 | Цепь ордена Освободителя                                                                                 |          |
| Гватемала                | 10 сентября 1977 | Большой крест ордена Кетцаля                                                                             | Большой крест ордена Кетцаля                                                                             |          |
| Гондурас                 | 13 сентября 1977 | Большой крест ордена Франсиско Морасана                                                                  | Большой крест ордена Франсиско Морасана                                                                  |          |
| Сальвадор                | 14 сентября 1977 | Большой крест с Золотой звездой ордена Хосе Матиаса Дельгадо                                             | Большой крест с Золотой звездой ордена Хосе Матиаса Дельгадо                                             |          |
| Панама                   | 16 сентября 1977 | Цепь ордена Мануэля Амадора Герреро                                                                      | Цепь ордена Мануэля Амадора Герреро                                                                      |          |
| Мексика                  | 8 октября 1977   | Орденская цепь Ацтекского орла                                                                           | Орденская цепь Ацтекского орла                                                                           |          |
| Сенегал                  | 13 ноября 1978   | Большой крест ордена Льва                                                                                | Большой крест ордена Льва                                                                                |          |
| Австрия                  | 31 января 1978   | Большая Звезда Почёта За заслуги перед Австрийской Республикой                                           | Большая Звезда Почёта За заслуги перед Австрийской Республикой                                           |          |
| Португалия               | 17 апреля 1978   | Большая орденская цепь Инфанта дона Энрики                                                               | Большая орденская цепь Инфанта дона Энрики                                                               | GColIH   |
| Франция                  | 28 июня 1978     | Большой крест ордена Почётного легиона                                                                   | Большой крест ордена Почётного легиона                                                                   |          |
| Бельгия                  | 26 сентября 1978 | Большой крест ордена Леопольда I                                                                         | Большой крест ордена Леопольда I                                                                         |          |
| Португалия               | 11 октября 1978  | Большая орденская цепь Военного ордена Сантьяго и меча                                                   | Большая орденская цепь Военного ордена Сантьяго и меча                                                   | GColSE   |
| Колумбия                 | 1979             | Кавалер Большого креста с Золотой звездой Военного ордена Святого Карлоса                                | Кавалер Большого креста с Золотой звездой Военного ордена Святого Карлоса                                |          |
| Румыния                  | 1979             | Орден Звезды Румынии 1 класса                                                                            | Орден Звезды Румынии 1 класса                                                                            |          |
| Панама                   | 28 апреля 1979   | Большой крест ордена Васко Нуньеса де Бальбоа                                                            | Большой крест ордена Васко Нуньеса де Бальбоа                                                            |          |
| Швеция                   | 5 октября 1979   | Кавалер ордена Серафимов                                                                                 | Кавалер ордена Серафимов                                                                                 | RSerafO  |
| Дания                    | 17 марта 1980    | Кавалер ордена Слона                                                                                     | Кавалер ордена Слона                                                                                     | R. af E. |
| Италия                   | 26 мая 1980      | Большой крест декорированный Большой лентой ордена «За заслуги перед Итальянской Республикой»            | Большой крест декорированный Большой лентой ордена «За заслуги перед Итальянской Республикой»            |          |
| Эквадор                  | 13 мая 1980      | Большой крест Национального ордена Сан-Лоренсо                                                           | Большой крест Национального ордена Сан-Лоренсо                                                           |          |
| Люксембург               | 9 июля 1980      | Кавалер ордена Золотого льва Нассау                                                                      | Кавалер ордена Золотого льва Нассау                                                                      |          |
| Япония                   | 28 октября 1980  | Орденская цепь Хризантемы                                                                                | Орденская цепь Хризантемы                                                                                |          |
| Саудовская Аравия        | 1981             | Цепь ордена короля Абдель-Азиза                                                                          | Цепь ордена короля Абдель-Азиза                                                                          |          |
| Норвегия                 | 14 апреля 1982   | Большой крест ордена Святого Олафа                                                                       | Большой крест ордена Святого Олафа                                                                       |          |
| Непал                    | 19 сентября 1983 | Орден Чести                                                                                              | Орден Чести                                                                                              |          |
| Иордания                 | 26 марта 1985    | Орденская цепь Хусейна ибн Али                                                                           | Орденская цепь Хусейна ибн Али                                                                           |          |
| Нидерланды               | 8 октября 1985   | Большой крест ордена Нидерландского льва                                                                 | Большой крест ордена Нидерландского льва                                                                 |          |
| Исландия                 | 16 сентября 1985 | Орденская цепь и Большой крест ордена Сокола                                                             | Орденская цепь и Большой крест ордена Сокола                                                             |          |
| Великобритания           | 1986             | Королевская Викторианская цепь                                                                           | Королевская Викторианская цепь                                                                           |          |
| Заир                     | 1 декабря 1986   | Большая лента ордена Леопарда                                                                            | Большая лента ордена Леопарда                                                                            |          |
| Таиланд                  | 19 ноября 1987   | Кавалер ордена Раджамитрабхорна                                                                          | Кавалер ордена Раджамитрабхорна                                                                          | ร.ม.ภ.   |
| Португалия               | 13 октября 1988  | Большая орденская цепь Свободы                                                                           | Большая орденская цепь Свободы                                                                           | GColL    |
| Великобритания           | 17 октября 1988  | 974 кавалер ордена Подвязки                                                                              | 974 кавалер ордена Подвязки                                                                              | KG       |
| ПНР                      | 1989             | Орден Заслуг перед Польской Народной Республикой                                                         | Орден Заслуг перед Польской Народной Республикой                                                         |          |
| Марокко                  | 25 сентября 1989 | Специальная степень ордена Мухамадийя                                                                    | Специальная степень ордена Мухамадийя                                                                    |          |
| Бразилия                 | 16 мая 1991      | Орденская цепь Южного Креста                                                                             | Орденская цепь Южного Креста                                                                             |          |
| Нигерия                  | 19 ноября 1991   | Гранд-командор ордена Нигера                                                                             | Гранд-командор ордена Нигера                                                                             | GKON     |
| Коста-Рика               | 26 января 1993   | Кавалер Большого креста с золотой звездой ордена Хуана Мора Фернандеса                                   | Кавалер Большого креста с золотой звездой ордена Хуана Мора Фернандеса                                   |          |
| Чехия                    | 1995             | Большой крест ордена Белого льва                                                                         | Большой крест ордена Белого льва                                                                         |          |
| Португалия               | 23 августа 1996  | Большой крест ордена Христа                                                                              | Большой крест ордена Христа                                                                              | GCC      |
| Республика Корея         | 1996             | Кавалер Большого ордена Мугунхва                                                                         | Кавалер Большого ордена Мугунхва                                                                         |          |
| Украина                  | 1996             | Орден князя Ярослава Мудрого I степени                                                                   | Орден князя Ярослава Мудрого I степени                                                                   |          |
| Египет                   | 18 февраля 1997  | Ожерелье ордена Нила                                                                                     | Ожерелье ордена Нила                                                                                     |          |
| ЮАР                      | 15 февраля 1999  | Большой крест ордена Доброй Надежды                                                                      | Большой крест ордена Доброй Надежды                                                                      |          |
| Португалия               | 11 сентября 2000 | Большая орденская цепь                                                                                   | Военного ордена Башни и Меча, Доблести, Верности и Заслуг                                                | GColTE   |
| Португалия               | 20 мая 1970—2000 | Большой крест                                                                                            | Военного ордена Башни и Меча, Доблести, Верности и Заслуг                                                | GCTE     |
| Польша                   | 14 мая 2001      | Кавалер ордена Белого орла                                                                               | Кавалер ордена Белого орла                                                                               |          |
| Чили                     | 4 июня 2001      | Орденская цепь Заслуг                                                                                    | Орденская цепь Заслуг                                                                                    |          |
| Словения                 | 2002             | Кавалер Золотого ордена Свободы                                                                          | Кавалер Золотого ордена Свободы                                                                          |          |
| Словакия                 | 2002             | Кавалер ордена Двойного белого креста 1 класса                                                           | Кавалер ордена Двойного белого креста 1 класса                                                           |          |
| Алжир                    | 2 октября 2002   | Гроссмейстер Национального ордена Заслуг                                                                 | Гроссмейстер Национального ордена Заслуг                                                                 |          |
| Румыния                  | 2003             | Орденская цепь Звезды Румынии                                                                            | Орденская цепь Звезды Румынии                                                                            |          |
| Узбекистан               | 24 января 2003   | Орден «За выдающиеся заслуги»                                                                            | Орден «За выдающиеся заслуги»                                                                            |          |
| Болгария                 | 10 июня 2003     | Орден «Стара планина» с лентой                                                                           | Орден «Стара планина» с лентой                                                                           |          |
| Перу                     | 5 июля 2004      | Большой крест с бриллиантами ордена Солнца                                                               | Большой крест с бриллиантами ордена Солнца                                                               |          |
| Латвия                   | 16 октября 2004  | Орденская цепь и Большой крест ордена Трёх звёзд                                                         | Орденская цепь и Большой крест ордена Трёх звёзд                                                         |          |
| Венгрия                  | 31 января 2005   | Орденская цепь Заслуг гражданского дивизиона                                                             | Орденская цепь Заслуг гражданского дивизиона                                                             |          |
| Литва                    | 1 июня 2005      | Орденская цепь и Большой крест ордена Витаутаса Великого                                                 | Орденская цепь и Большой крест ордена Витаутаса Великого                                                 |          |
| Португалия               | 18 июня 2007     | Большой крест ордена Ависса                                                                              | Большой крест ордена Ависса                                                                              | GCA      |
| Эстония                  | 9 июля 2007      | Орденская цепь и Большой крест ордена Креста Земли Марии                                                 | Орденская цепь и Большой крест ордена Креста Земли Марии                                                 |          |
| Филиппины                | 3 декабря 2007   | Большая орденская цепь Лакандула                                                                         | Большая орденская цепь Лакандула                                                                         |          |
| Аргентина                | 2009             | Орденская цепь Освободителя Сан-Мартина                                                                  | Орденская цепь Освободителя Сан-Мартина                                                                  |          |
| Ямайка                   | 17 февраля 2009  | Кавалер ордена Превосходства                                                                             | Кавалер ордена Превосходства                                                                             | OE       |
| Ливан                    | 19 октября 2009  | Специальная степень ордена Заслуг                                                                        | Специальная степень ордена Заслуг                                                                        |          |
| Мальта                   | 25 ноября 2009   | Почётный компаньон орденской цепи Заслуг                                                                 | Почётный компаньон орденской цепи Заслуг                                                                 | KUOM     |
| Россия                   | 2011             | Государственная премия Российской Федерации за выдающиеся достижения в области гуманитарной деятельности | Государственная премия Российской Федерации за выдающиеся достижения в области гуманитарной деятельности |          |
| Казахстан                | 1 февраля 2013   | Орден Золотого орла                                                                                      | Орден Золотого орла                                                                                      |          |

### Награды королевских династических домов
| Страна                 | Дата | Награда                                                                    | Награда                                                                    | Литеры |
| ---------------------- | ---- | -------------------------------------------------------------------------- | -------------------------------------------------------------------------- | ------ |
| Неаполитанские Бурбоны | 1960 | Большой крест Священного военного константиновского ордена Святого Георгия | Большой крест Священного военного константиновского ордена Святого Георгия |        |
| Неаполитанские Бурбоны |      | Орден Святого Януария                                                      | Орден Святого Януария                                                      |        |
| Браганса               |      | Большой крест ордена Непорочного зачатия Девы Марии Вилла-Викозской        | Большой крест ордена Непорочного зачатия Девы Марии Вилла-Викозской        |        |
| Савойская династия     |      | Высший орден Святого Благовещения                                          | Высший орден Святого Благовещения                                          |        |
| Виттельсбахи           |      | Орден Святого Губерта                                                      | Орден Святого Губерта                                                      |        |

### Прочие награды
- Золотая медаль Высшего совета по научным исследованиям (1993)
- Иностранный член Американского философского общества (1992)[38].